# Tournons la page
Tournons La Page (TLP) est un mouvement citoyen composé de plus de 200 organisations de la société civile qui milite pour l'alternance démocratique et la bonne gouvernance. Par des actions non violentes de sensibilisation, de mobilisation citoyenne et de plaidoyer, les membres de TLP poursuivent la même vision du changement en appelant à la formation d’une large alliance citoyenne et à la réalisation de mobilisations conjointes en vue de construire et faire vivre les conditions d’une véritable démocratie sur le continent africain.
Après 5 ans d'actions de sensibilisation, mobilisation citoyenne et plaidoyer, Tournons La Page réunissait, en octobre 2019, 234 organisations membres dans 10 coalitions africaines (Burundi, Cameroun, République du Congo, Côte d'Ivoire, Gabon, Guinée, Niger, République démocratique du Congo, Tchad et Togo) et une coalition européenne. TLP déploie des activités de mobilisation citoyenne, le plaidoyer et la communication, la protection des membres, le renforcement des compétences et de la gouvernance.

## Histoire
Tournons La Page a été créée en octobre 2014 comme une campagne internationale visant à interpeller la communauté internationale sur l’absence d’alternance démocratique et les risques de modifications constitutionnelles par des dirigeants africains souhaitant se maintenir au pouvoir. 
TLP a d’abord construit une vision commune au mouvement, fondé sur trois documents importants : l’appel fondateur, la charte et le rapport « En Afrique, comme ailleurs, pas de démocratie sans alternance ». Ce socle commun a permis de construire une identité forte et d’initier les premières mobilisations nationales et internationales en 2015. Les membres fondateurs ont demandé au Secours catholique d’assurer la coordination internationale de TLP le temps de sa structuration. La coalition de Paris autour des salariés du Secours catholique est très active entre 2014 et 2016. La première mobilisation s’effectue sous forme de plaidoyer sur les limitations du nombre de mandats dans les Grands Lacs, en raison de l'actualité à partir de 2014 au Congo-Brazzaville, au Burundi et en RDC, en particulier sur le Congo-Brazzaville, en dénonçant la position de François Hollande, et le Burundi.
Un premier plan stratégique 2015-2018 a permis de mobiliser les organisations de la société civile (OSC) et les citoyens sur les élections et de lancer les bases des coalitions nationales et de la coordination internationale. Cette première grande étape a également permis de définir les axes prioritaires de TLP et de préciser les modalités de fonctionnement du mouvement. 

### Rencontre de Ouagadougou
La première rencontre internationale, réunissant une trentaine de membres d’Afrique et d’Europe, a eu lieu à Ouagadougou en janvier 2016 et portait sur les mobilisations citoyennes en Afrique. Cette première réunion a insufflé une dynamique forte au sein du mouvement et permis la structuration du réseau en 5 coalitions : Burundi, Cameroun, Congo, Gabon et RDC. À la suite de cette rencontre, les cinq coalitions ont mené des activités de sensibilisation et de mobilisation, notamment dans le cadre des élections présidentielles au Burundi, Congo et au Gabon. Au Cameroun, au Burundi, en RDC et au Gabon, cet engagement sous la bannière de Tournons La Page a également conduit à des arrestations et à des menaces contre plusieurs membres, obligeant la coordination internationale à construire les premiers mécanismes de protection des membres.

### Rencontre de Bamako
La seconde rencontre internationale s’est déroulée à Bamako en janvier 2017 sur le thème « Les entreprises multinationales et la démocratie en Afrique », en marge du sommet Afrique-France et a conduit à trois résultats probants :
- la création de deux nouvelles coalitions au Tchad et au Niger
- l'élaboration du plaidoyer et de la communication de TLP
- La publication d’un rapport sur la fiscalité et la démocratie en Afrique[12]

### Rencontre d'Abidjan
La troisième rencontre internationale a eu lieu à Abidjan en novembre 2017, en parallèle du sommet Union Européenne - Union Africaine autour de la thématique de la « Protection des acteurs de la société civile » pour faire face aux nombreux risques et menaces encourus par les membres du mouvement. En septembre 2018, la coalition TLP-Côte d’Ivoire est créée.

### Première Assemblée Générale Internationale
En juillet 2019 a eu lieu la première Assemblée Générale Internationale (AGI) à Niamey en présence des 9 coalitions membres et des partenaires de TLP. Cette rencontre a permis de voter les principes de démocratie interne pour les élus et de faire approuver les orientations des 3 prochaines années (consolidation des coalitions nationales, renforcement de la mobilisation citoyenne et instauration des principes de bonne gouvernance au sein des coalitions).
En janvier 2020, Tournons La Page est devenu une association internationale, présidée par le défenseur des droits humains gabonais Marc Ona Essangui.    

## Fonctionnement
Tournons La Page (TLP) a pour organe décisionnaire un conseil d'administration international composé d'un représentant par pays d'action. Les membres de TLP se réunissent tous les trois ans lors de l’Assemblée Générale internationale, dont la dernière a eu lieu à Niamey en juillet 2019.  
Les membres de Tournons La Page sont regroupés au sein de coalitions nationales. La coalition nationale dispose d’une autonomie d’action et de décision vis-à-vis du mouvement international, dans le respect de la charte du mouvement. 

## Distinctions
En 2018, le mouvement Tournons La Page est récompensé par le Prix des Droits de l'homme de la République française pour ces actions de promotion de la démocratie et de défense des droits humains
Depuis sa création, le mouvement a fait l'objet de citations dans plusieurs publications universitaires, notamment pour la revue Projet,,.

## Répression
Le mouvement Tournons La Page est régulièrement réprimé pour ces actions de défense des droits et de promotion de la démocratie. En Guinée, au Niger, au Cameroun, au Tchad ou en RDC, des actions menées conduisent régulièrement les militants en prison,. Tournons La Page est régulièrement soutenu par des ONG telles qu'Amnesty International, la FIDH ou l'ACAT-France en cas de violations des droits des militants. 
Les pouvoirs publics africains usent de la répression numérique, de l'interdiction de manifester ou de l'interdiction de territoire afin d'empêcher les actions du mouvement.

## Publications
Tournons La Page publie régulièrement des rapports documentant des violations des droits humains ou faisant un retour sur ses activités. 
- 2015 : En Afrique comme ailleurs, pas de démocratie sans alternance[8]
- 2017 : En Afrique comme ailleurs, pas de démocratie sans justice fiscale[12]
- 2020 : Niger: Quand l’antiterrorisme justifie la restriction de l’espace civique[25]
  - République de Guinée, un troisième mandat d'Alpha Condé à quel prix?[26]